# 杨原
楊原（?—?），东汉末期政治人物，中牟县县令。
董卓专权乱政，袁紹、袁術、曹操联合关东諸侯起兵反董。楊原想要避乱、捨官而逃，中牟县人任峻、張奮劝说楊原：“董卓首乱，天下无不侧目，然而美有先发之人，不是没有其心，只是因为形势而不敢。明府若能首唱，必有应和之人。”楊原说：“那该怎么办？”任峻说：“现在关东有十馀县，能胜兵的不少于万人，如果明府能权行河南尹事，总领而用，没有不成功的。”杨原听从他的计策，以任峻为主簿。任峻于是表楊原行尹事，命令诸县坚守，于是发兵。后来曹操起关东，到达中牟县界，众不知所从，任峻与张奋决议举郡归顺曹操。
小説《三国演义》描写曹操暗殺董卓失敗後，逃亡途中，被中牟县令陳宮抓获，之后有捉放曹、吕伯奢的故事。